# Дозморов, Олег Витальевич
Олег Витальевич До́зморов (род. 6 июля 1974, Екатеринбург) — русский поэт, литературный критик.

## Биография
Родился в Свердловске.
Окончил филологический факультет и аспирантуру Уральского государственного университета и факультет журналистики МГУ. Работал грузчиком, сторожем, библиотекарем, преподавателем, журналистом, редактором. Руководил литературным объединением при УрГУ и литературным клубом «Лебядкин» при журнале «Урал». В 1999—2000 годах входил в редакционный совет журнала «Урал». Жил в Москве, сейчас живёт в Лондоне (Великобритания). Публиковал стихи и эссе в журналах «Урал», «Звезда», «Арион», «Воздух», «Волга», «Знамя», «Новая юность», «Стороны света», «Уральская новь», «Новый мир», альманахах «Urbi», «Алконост» и др. Выпустил пять сборников стихов: «Пробел» (1999), «Стихи» (2001, предисл. Б. Рыжего), «Восьмистишия» (2004), «Смотреть на бегемота» (2012, предисл. В. Гандельсмана), "Уральский акцент" (2019). Стихи переведены на английский, голландский, итальянский и украинский языки.
Дружил с поэтом Борисом Рыжим, который посвятил Дозморову несколько стихотворений («Над головой облака Петербурга…», «Не жалей о прошлом, будь что было…», «Мы здорово отстали от полка…»); в свою очередь Дозморов создал портреты Рыжего и других екатеринбургских поэтов (Романа Тягунова, Дмитрия Рябоконя) в повести-воспоминании «Премия „Мрамор“».
Лауреат премии журнала «Урал» за 2011 год. Лауреат «Русской премии» за 2012 год (за книгу «Смотреть на бегемота»). Спецприз премии «Московский счёт» за 2012 год (за книгу «Смотреть на бегемота»).

## Критика
О книге «Пробел»:
Дозморов простодушен, но это — «высокое простодушие», оно укоренено в русской поэтической традиции, имеет державинское, батюшковское происхождение. Отчасти мандельштамовское.
О книге «Стихи»:
Хотя у Дозморова можно найти отсылки к самым разным поэтам — от Слуцкого до Бродского, от Смелякова до Кузнецова, тексты его не столько литературные игры, сколько прямые изъявления поэтического чувствования.
О книге «Восьмистишия»:
«Восьмистишия» — по настроению книга совсем иная. Собранные в ней стихи (с 1997 по 2002) — стихи усталого человека. Человека, для которого если двадцатое столетие и существовало вообще, то где-то на периферии сознания. Общая формула дозморовских восьмистиший, если предположить, что они сводятся к формуле, — немного пейзажной лирики в первой строфе и немного упаднической философии во второй.
…В своей технической безупречности, в своей приближенности к школьнопрограммным образцам классической русской поэзии эти — подчеркиваю, эти — стихи Дозморова сами по себе для меня не слишком интересны. Это хорошие стихи, однако интересны они в первую очередь в качестве свидетельства, документа осознанного развития поэта.
О подборке «Кофе, бисквит, пирожок европейский…» («Волга», 2010, № 9-10):
Впечатление тотальной необязательности и столь же тотальной внутренней пустоты
О книге «Смотреть на бегемота»:
«Смотреть на бегемота» — книга, которая впервые (для меня, и, возможно, не только для меня) представляющая творчество Олега Дозморова как состоявшееся явление современной поэзии
"Лирический герой Дозморова может быть определен через три понятия: память, из которой он состоит, вина, которая им движет, и безнадежность, в экзистенциальном смысле, которая все покроет в сухом остатке.
"Эта книга (Олег Дозморов «Смотреть на бегемота». М.: Воймега, 2012) стала для меня одним из сильнейших поэтических впечатлений последнего времени. Мало того, она самым что ни на есть зримым образом опрокинула несколько мифов, окружающих — в последнее время или испокон веку — стихотворчество и фигуру поэта.
"Это даже не тупик, это — склеп.
О стихах Олега Дозморова:
Парадоксально, но Дозморов известен скорее как друг поэта Бориса Рыжего. Немногие понимают, что Дозморов сам тонкий и самобытный поэт.